# Uniwersytet Muzyczny Fryderyka Chopina

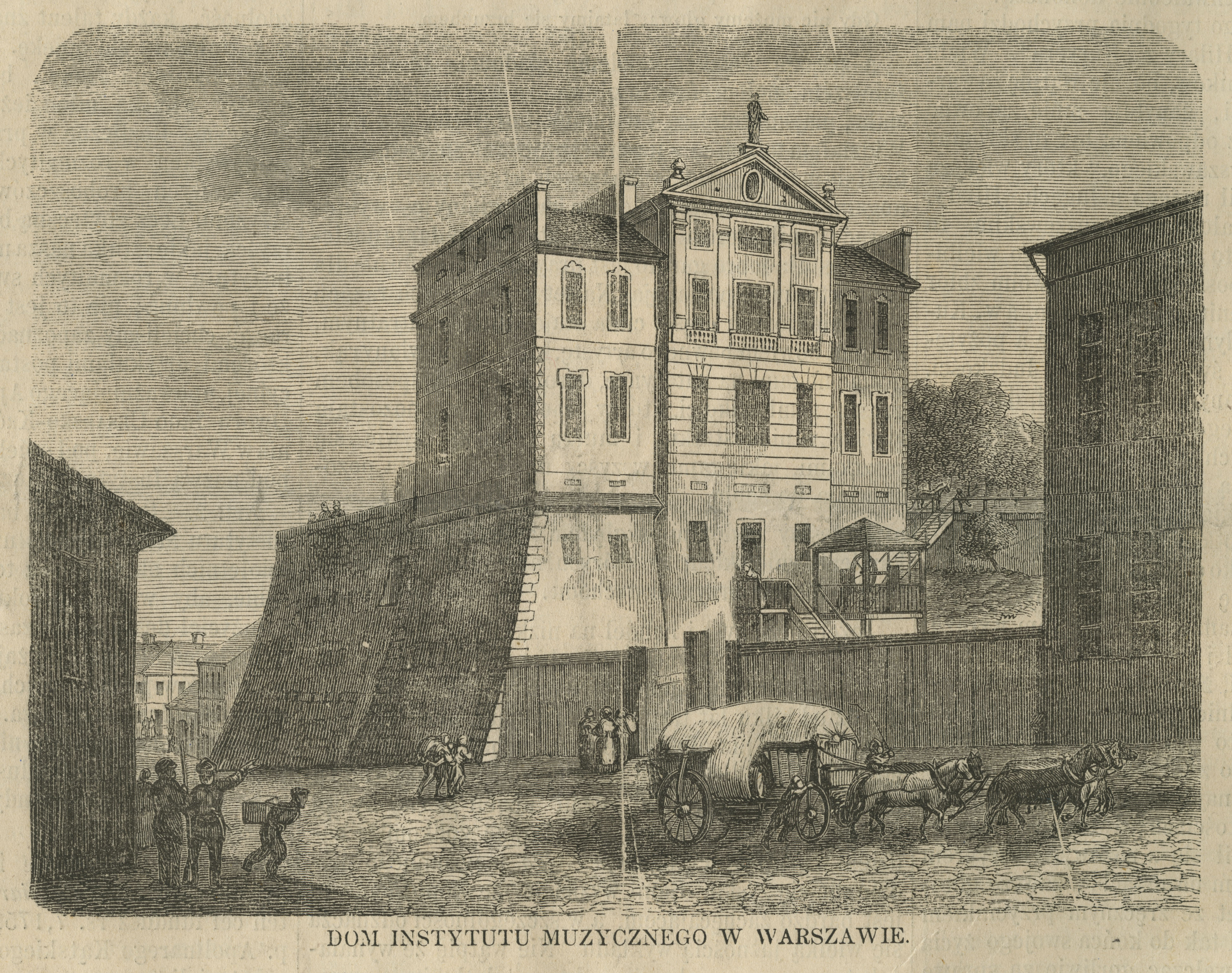
Pałac Ordynacki w czasach bycia siedzibą Instytutu Muzycznego

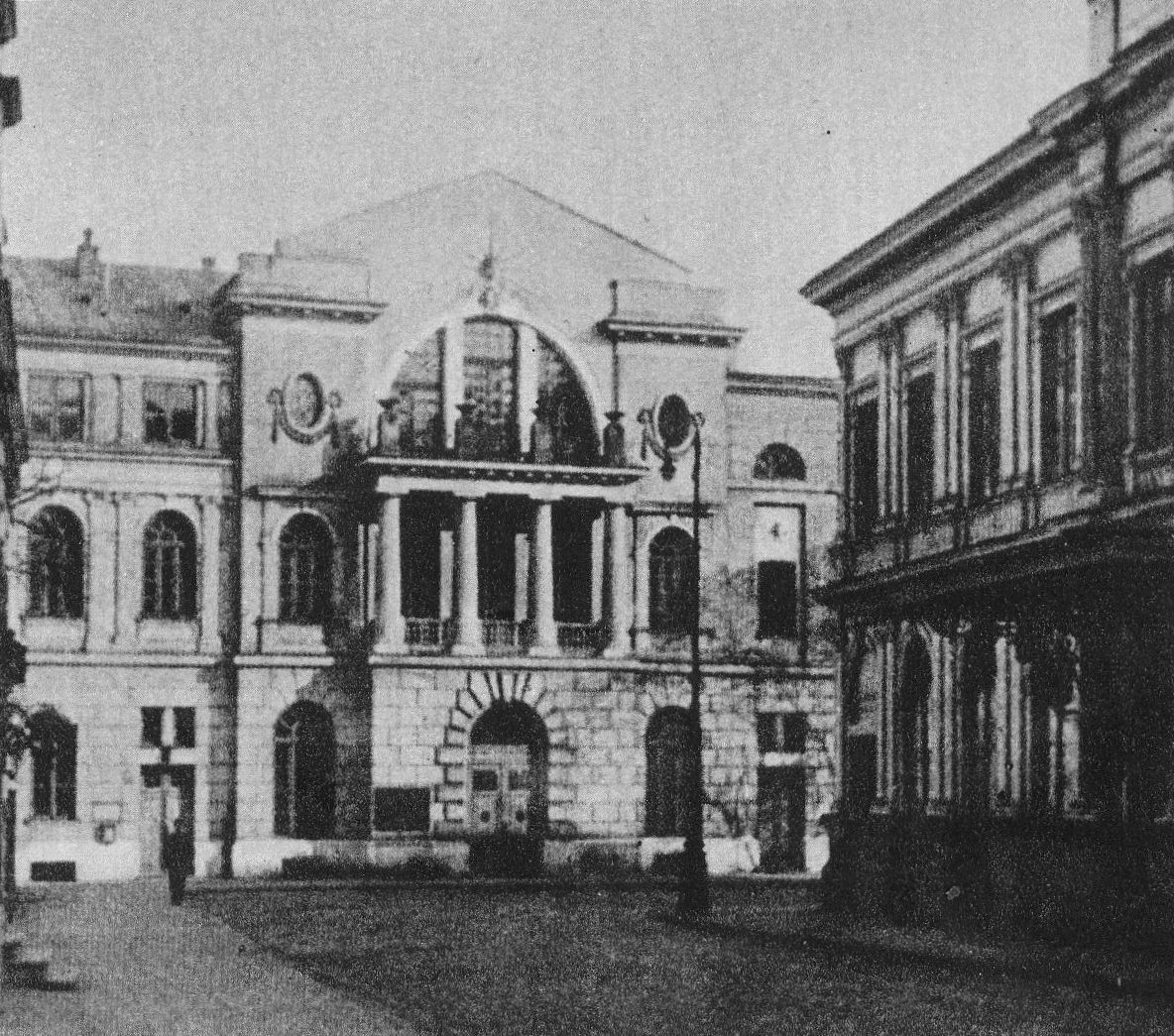
Wzniesiony w 1913 nowy budynek Konserwatorium Muzycznego

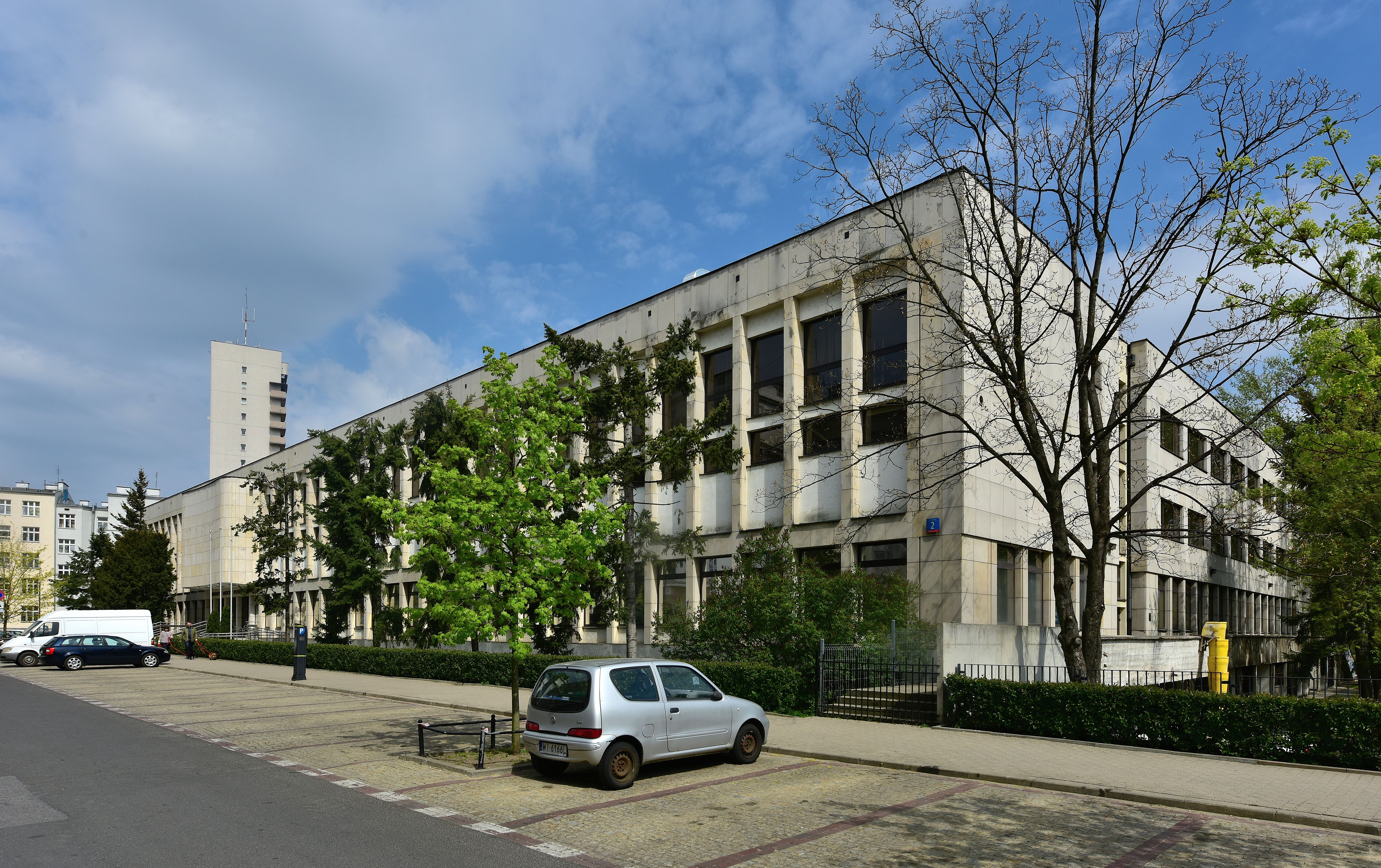
Budynek Uniwersytetu od strony ul. Okólnik

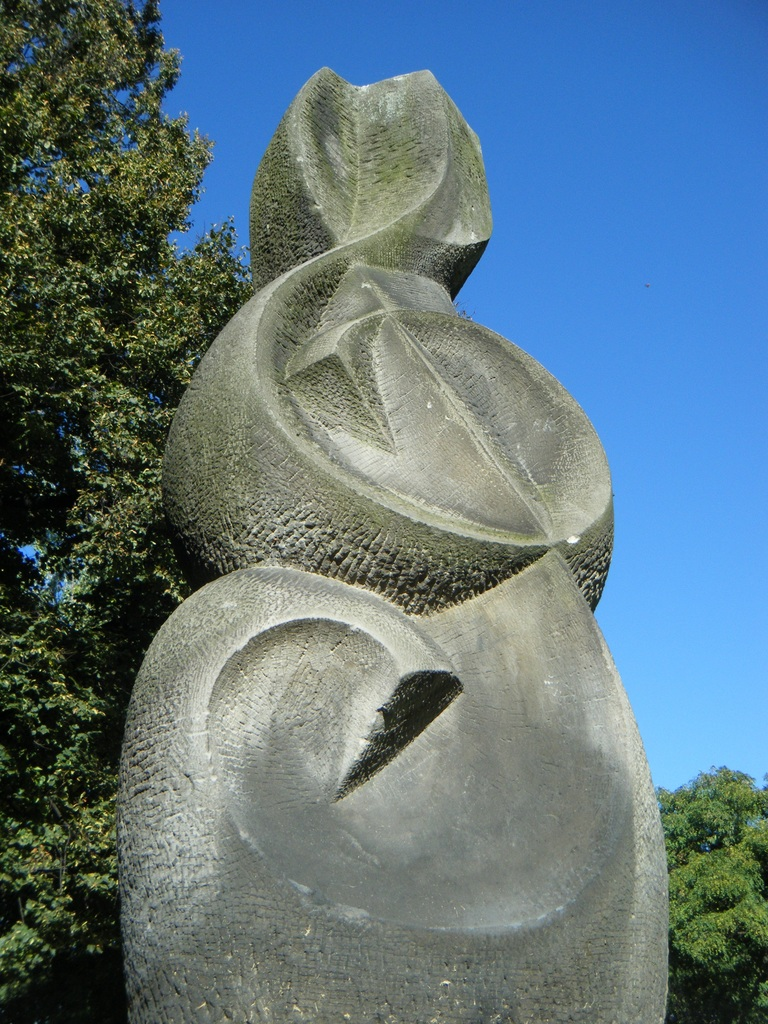
Rzeźba Warszawska jesień usytuowana na skwerze na terenie uczelni (proj. Karol Tchorek, 1975)

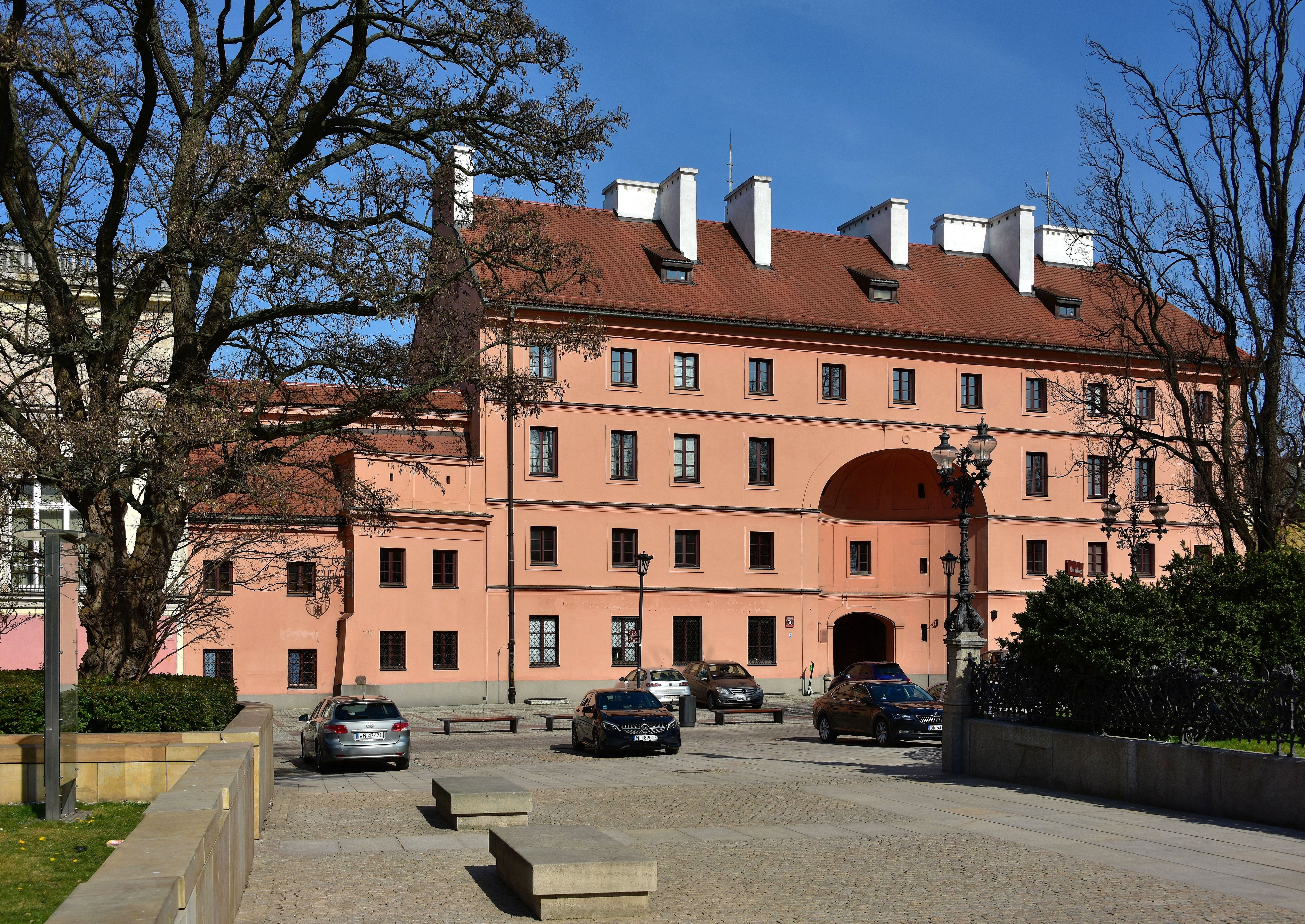
Zajazd Dziekanka w Warszawie – Dom Studencki UMFC oraz miejsce letnich koncertów

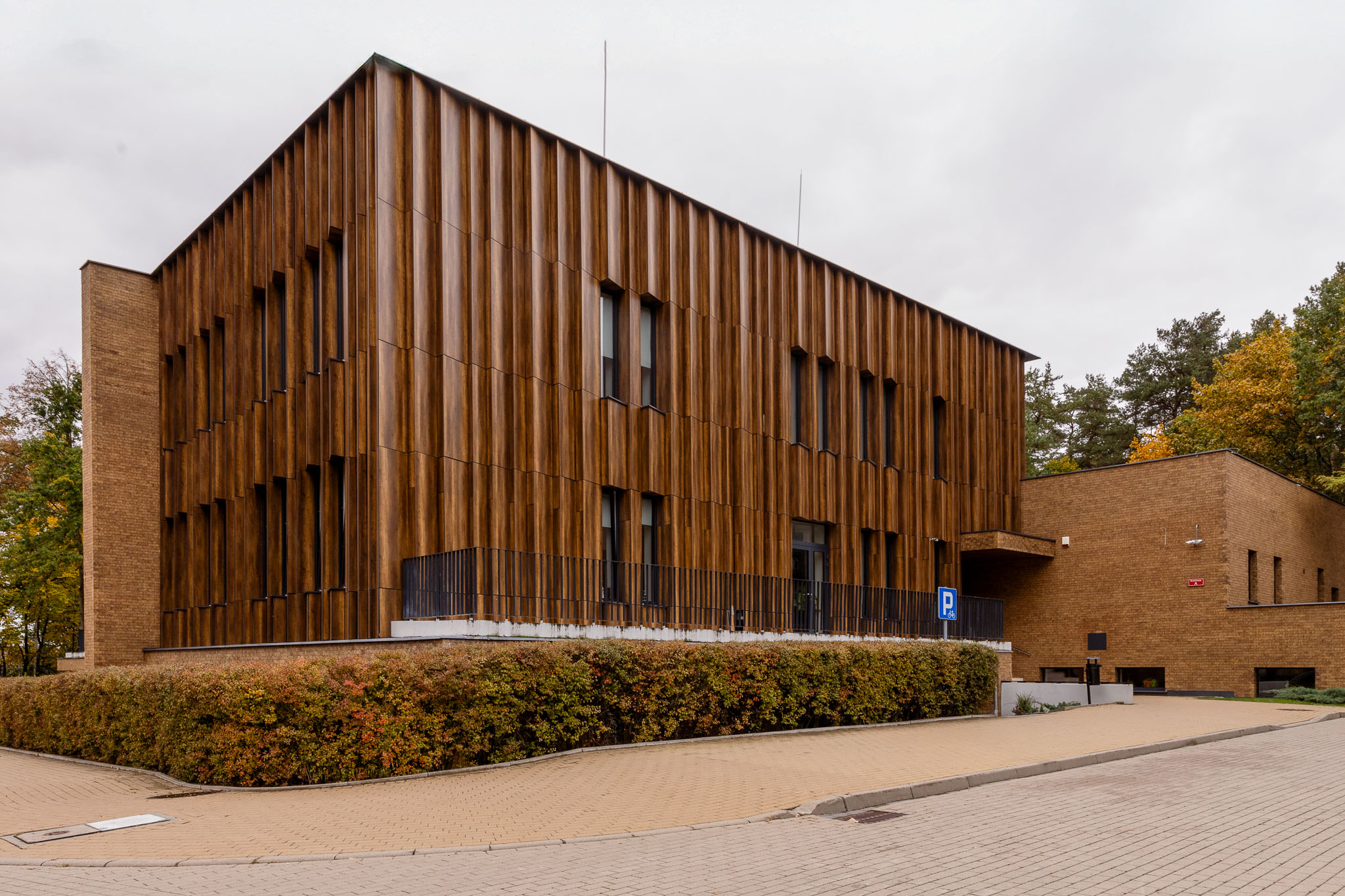
Filia UMFC w Białymstoku, budynek A

Uniwersytet Muzyczny Fryderyka Chopina (UMFC); dawniej Akademia Muzyczna im. Fryderyka Chopina w Warszawie, Państwowa Wyższa Szkoła Muzyczna w Warszawie (PWSM), Konserwatorium Muzyczne w Warszawie) – publiczna wyższa szkoła artystyczna, najstarsza i największa uczelnia muzyczna w Polsce, a także jedna z najstarszych w Europie. Posiada uprawnienia do nadawania stopnia doktora habilitowanego sztuk muzycznych w zakresie dyrygentury, kompozycji i teorii muzyki, instrumentalistyki i wokalistyki. 
Zespół budowlany ówczesnej Państwowej Wyższej Szkoły Muzycznej w Warszawie, wzniesiony w latach 1959–1966 według projektu Witolda Benedeka, Stanisława Niewiadomskiego i Władysław Strumiłły, jest jednym z najwybitniejszych osiągnięć architektury doby modernizmu w Polsce i w Europie. W 2019 zespół został wpisany do rejestru zabytków.

## Historia
Źródło: 
Uniwersytet swoją tradycję wywodzi ze Szkoły Głównej Muzyki założonej w 1810 przez Józefa Elsnera i Wojciecha Bogusławskiego. Od maja 1811 działała powołana przez Bogusławskiego przy Teatrze Narodowym Szkoła Dramatyczna dla aktorów i śpiewaków tego teatru, gdzie uczono m.in. muzyki instrumentalnej, śpiewu i tańca. Przemiany tej szkoły w uczelnię muzyczną dokonał Józef Elsner.
Od 1821 szkoła działała jako Instytut Muzyki i Deklamacji (część Oddziału Sztuk Pięknych Uniwersytetu Warszawskiego), w 1826 podzielona na dwie instytucje: Szkołę Główną Muzyki (w ramach UW) i Szkołę Dramatyczną i Śpiewu (kształcenie podstawowe i średnie). Szkoła Główna Muzyki przestała istnieć wraz z zamknięciem przez władze rosyjskie Uniwersytetu Warszawskiego w 1831 (była to jedna z represji po powstaniu listopadowym).
Kontynuacją działalności szkoły był założony w 1861 przez Apolinarego Kątskiego Warszawski Instytut Muzyczny, który działał do 1918, następnie przekształcając się w Państwowe Konserwatorium Warszawskie (PKW) z dyrektorem Emilem Młynarskim na czele. Konserwatorium, z kolei, po 1 września 1939 nadano nazwę Staatliche Musikschule in Warschau. Podczas powstania warszawskiego, w 1944,  główny budynek uczelni, znajdujący się przy ul. Okólnik 2, został zburzony przez Niemców.
Po II wojnie światowej w 1946 szkoła otrzymała nazwę Państwowej Wyższej Szkoły Muzycznej, a zajęcia prowadzone były w pałacykach przy Alejach Ujazdowskich. W latach 40 XX w. jej prorektorem był prof. Faustyn Kulczycki. W 1962 szkoła otrzymała status akademicki, co dało jej możliwość wydawania dyplomów magistra sztuki na wszystkich kierunkach studiów.
W roku 1955 został zorganizowany konkurs architektoniczny na koncepcję nowego budynku dla PWSM w Warszawie. Konkurs ten wygrała praca nr 62 wykonana przez zespół, którego skład stanowiło pięć osób: Witold Benedek, Stanisław Niewiadomski, Stefan Sienicki, Władysław Strumiłło, Zbigniew Michejda.
W latach 1960–1966 zaczęto budowę obecnego gmachu uczelni przy ul. Okólnik 2 według zwycięskiego projektu. W 1974 została powołana filia szkoły w Białymstoku mieszcząca się przy ul. Kawaleryjskiej 5, którą w 2007 przekształcono w Wydział Zamiejscowy. W 1979 szkoła przyjęła imię jednego z pierwszych jej uczniów – Fryderyka Chopina, stając się oficjalnie Akademią Muzyczną. Ustawą z dnia 25 kwietnia 2008 uczelnia otrzymała aktualną nazwę.

## Wydziały
- Wydział Dyrygentury Symfoniczno-Operowej
- Wydział Edukacji Muzycznej, Chóralistyki i Rytmiki
- Wydział Instrumentalny
- Wydział Jazzu i Muzyki Estradowej
- Wydział Kompozycji i Teorii Muzyki
- Wydział Muzyki Kościelnej
- Wydział Reżyserii Dźwięku
- Wydział Tańca
- Wydział Wokalno-Aktorski
- Wydział Instrumentalno-Pedagogiczny, Edukacji Muzycznej i Wokalistyki

## Jednostki ogólnouczelniane i międzywydziałowe
- Biblioteka
- Wydawnictwa
- Księgarnia
- Chopin University Cinema

## Zespoły
- Orkiestra Symfoniczna UMFC
- Orkiestra Kameralna UMFC
- Chopin University Chamber Orchestra
- Orkiestra Dęta UMFC
- Chór Mieszany UMFC
- Chopin University Big Band
- Chopin University Chamber Choir
- Chopin University Dance Company
- Chopin University Modern Ensemble
- Warszawski Chór Chłopięcy i Męski przy UMFC

## Władze uczelni
W kadencji 2024–2028:
| Stanowisko                            | Imię i nazwisko                       |
| ------------------------------------- | ------------------------------------- |
| rektor                                | prof. dr hab. Tomasz Strahl           |
| prorektor ds. nauki                   | dr hab. Ignacy Zalewski               |
| prorektor ds. studenckich i dydaktyki | dr hab. Rafał Grząka                  |
| prorektor ds. zagranicznych           | prof. dr hab. Joanna Ławrynowicz-Just |
| prorektor ds. artystycznych           | dr hab. Rafał Janiak                  |

## Dyrektorzy i rektorzy uczelni
| Dyrektorzy Szkoły Dramatycznej w Warszawie (1810−1821) - Wojciech Bogusławski (1810−1814) - Ludwik Osiński (1814−1816) - Józef Elsner (1816−1821) Dyrektorzy Szkoły Publicznej Muzyki Elementarnej/Instytutu Muzyki i Deklamacji (1821−1826) - Józef Elsner (1821−1826) Dyrektorzy Szkoły Głównej Muzyki w Warszawie (1826−1830) - Józef Elsner (1826−1830) Dyrektorzy Instytutu Muzycznego Warszawskiego (1861−1918) - Apolinary Kątski (1861−1879) - Aleksander Zarzycki (1879−1888) - Rudolf Strobl (1888−1891) - Gustaw Roguski (1891−1903) - Emil Młynarski (1903−1907) - Stanisław Barcewicz (1910−1918) Dyrektorzy Państwowego Konserwatorium Warszawskiego (1919−1930) - Emil Młynarski (1919−1922) - Henryk Melcer-Szczawiński (1922−1927) - Karol Szymanowski (1927−1929) - Zbigniew Drzewiecki (1929−1930) Rektorzy Wyższej Szkoły Muzycznej w Warszawie (1930−1939) - Karol Szymanowski (1930–1931) - Zbigniew Drzewiecki (1931–1932) - Eugeniusz Morawski (1932−1939) | Dyrektorzy Staatliche Musikschule in Warschau (1940−1944) - Kazimierz Sikorski (1940−1944) Rektorzy Państwowej Wyższej Szkoły Muzycznej w Warszawie (1945−1979) - Stanisław Kazuro (1945−1951) - Stanisław Szpinalski (1951−1957) - Kazimierz Sikorski (1957−1966) - Teodor Zalewski (1966−1969) - Tadeusz Paciorkiewicz (1969−1971) - Regina Smendzianka (1972−1973) - Tadeusz Wroński (1973−1975) - Tadeusz Maklakiewicz (1975−1978) - Bogusław Madey (1978−1979) Rektorzy Akademii Muzycznej im. Fryderyka Chopina w Warszawie (1979−2008) - Bogusław Madey (1979−1981) - Andrzej Rakowski (1981−1987) - Kazimierz Gierżod (1987−1993) - Andrzej Chorosiński (1993−1999) - Ryszard Zimak (1999−2005) - Stanisław Moryto (2005−2008) Rektorzy Uniwersytetu Muzycznego Fryderyka Chopina (od 2008) - Stanisław Moryto (2008−2012) - Ryszard Zimak (2012−2016) - Klaudiusz Baran (2016-2024) - Tomasz Strahl (od 2024) |